# Glil Jam
Glil Jam (hebrejsky גְּלִיל יָם, doslova „Mořský kruh“, v oficiálním přepisu do angličtiny Gelil Yam, přepisováno též Glil Yam) je vesnice typu kibuc v Izraeli, v Centrálním distriktu, v Oblastní radě Chof ha-Šaron.

## Geografie
Leží v nadmořské výšce 40 metrů v hustě osídlené a zemědělsky intenzivně využívané pobřežní nížině, respektive Šaronské planině.
Obec se nachází 3 kilometry od břehu Středozemního moře, cca 11 kilometrů severoseverovýchodně od centra Tel Avivu, cca 74 kilometrů jihojihozápadně od centra Haify a 1 kilometr jihozápadně od města Herzlija, s nímž je stavebně propojená. Glil Jam obývají Židé, přičemž osídlení v tomto regionu je etnicky převážně židovské.
Glil Jam je na dopravní síť napojen pomocí místních komunikací v rámci města Herzlija. Západně od kibucu probíhá severojižní dálnice číslo 2.

## Dějiny
Glil Jam byl založen v roce 1943. Zakladatelská skupina se zformovala již roku 1932 a byla napojená na levicové socialistické hnutí. Koncem roku 1942 se usadili v nynější lokalitě. Jméno kibucu je odvozeno od stejnojmenného sídla zmiňovaného v samaritánských pramenech. Název tohoto sídla pak do roku 1948 přežíval v nedaleké arabské vesnici Idžil (složené ze dvou částí Idžil al-Kiblija a Idžil al-Šamalija), která stávala cca 2 kilometry západně od kibucu (poblíž nynější dálnice číslo 2). V roce 1931 v ní žilo 305 lidí. Počátkem války za nezávislost v dubnu 1948 ji ovládly izraelské síly a arabské osídlení tu skončilo. Zástavba vesnice pak byla zcela zbořena.
Před rokem 1949 měl kibuc Glil Jam rozlohu katastrálního území 450 dunamů (0,45 kilometru čtverečního). Místní ekonomika je založena na zemědělství (pěstování citrusů, ovoce, avokáda, chov drůbeže).
V roce 2008 se uvádělo, že Izraelská pozemková správa (Israel Land Administration) souhlasila s převodem 835 dunamů zemědělské půdy v majetku kibucu Glil Jam na stavební pozemky, s plánovanou výstavbou stovek bytových jednotek. Členové kibucu prý o takovou transakci dlouhodobě usilovali, ale po mnoho let byla soudně napadána a kritizována. Proti zamýšlené výstavbě protestovali také obyvatelé přilehlé části Herzlije, kterým vadilo extrémní zahuštění osídlení v této části města. Právní spory ale vypukly i mezi samotnými obyvateli kibucu, kde se řešilo, jak rozdělit podíl z očekávané pozemkové transakce a zda ho vyplatit i bývalým členům kibucu.

## Demografie
Podle údajů z roku 2014 tvořili naprostou většinu obyvatel v Glil Jam Židé (včetně statistické kategorie "ostatní", která zahrnuje nearabské obyvatele židovského původu ale bez formální příslušnosti k židovskému náboženství).
Jde o menší sídlo vesnického typu s dlouhodobě rostoucí populací. K 31. prosinci 2014 zde žilo 454 lidí. Během roku 2014 populace stoupla o 2,3 %.
| Rok            | 1948 | 1961 | 1972 | 1983 | 1995 | 2001 | 2003 | 2004 | 2005 | 2006 | 2007 | 2008 | 2009 | 2010 | 2011 | 2012 | 2013 | 2014 |
| -------------- | ---- | ---- | ---- | ---- | ---- | ---- | ---- | ---- | ---- | ---- | ---- | ---- | ---- | ---- | ---- | ---- | ---- | ---- |
| Počet obyvatel | 357  | 302  | 286  | 293  | 316  | 313  | 316  | 321  | 326  | 327  | 330  | 338  | 375  | 378  | 423  | 432  | 444  | 454  |